# 北帝庙 (安江省)

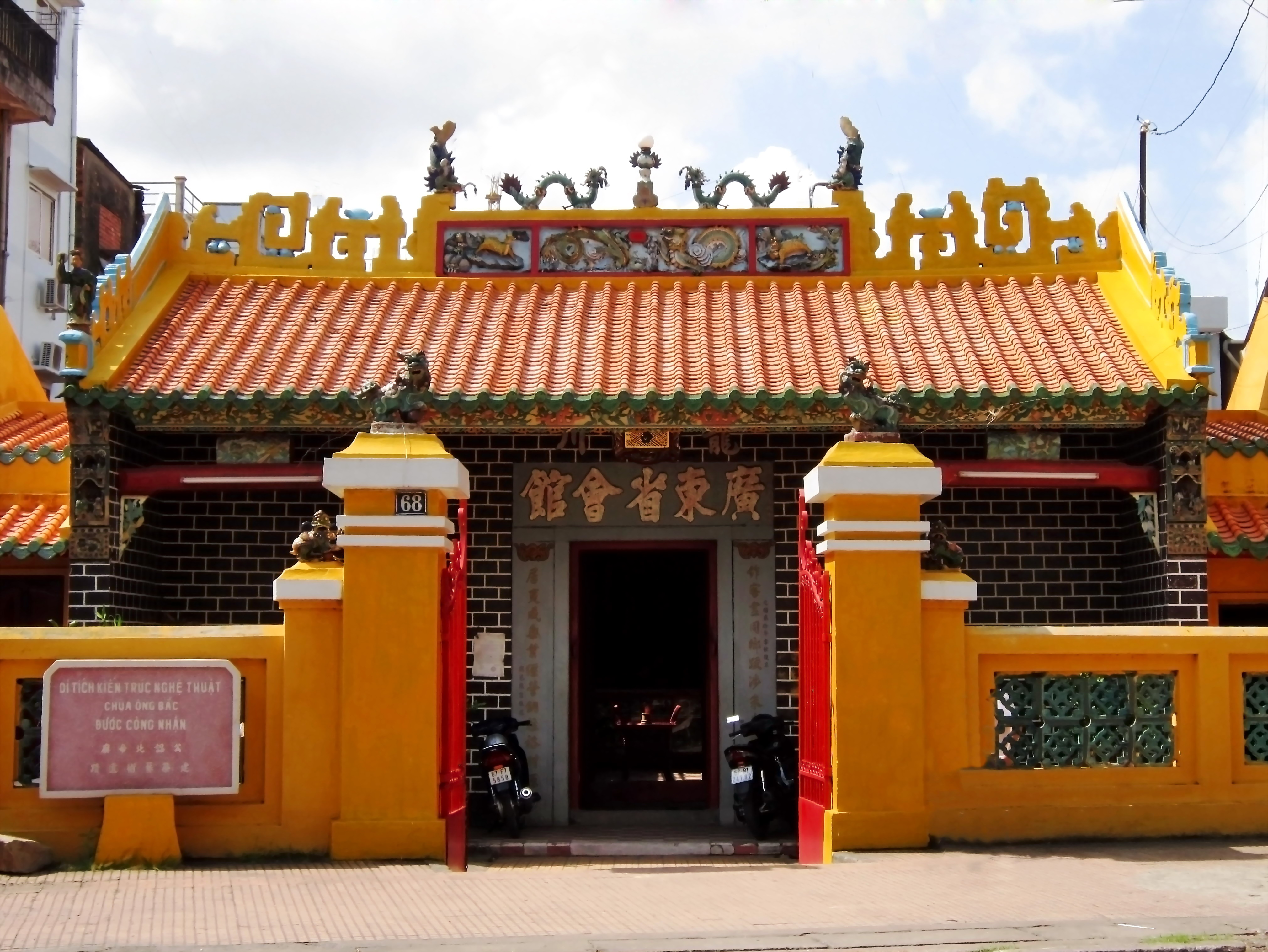
北帝庙正面

北帝庙，原名广东省会馆，是位于越南安江省龍川市的一座广东华人寺庙，也是越南安江省首座华人会馆。1987年6月15日该庙宇被公布为越南国家级历史文化遗迹。

## 位置、历史
北帝庙位于范鸿泰街（主面面向龍川河，距离維新桥约10米）；现属于龍川市美龙坊。
始建于19世纪，根据碑文，由广东籍华人兴建，作为聚会和生活的场所。
1887年，当地两位富有的华人发动同胞和信徒进行募捐，进行了二次修缮，于1891年完工。

## 建筑
该庙宇面积400平方米，四边形的塔顶上有许多精美雕花，象征着天、地、人三个境界。总体而言，该庙宇代表了中国封建官邸的建筑风格。

## 图册

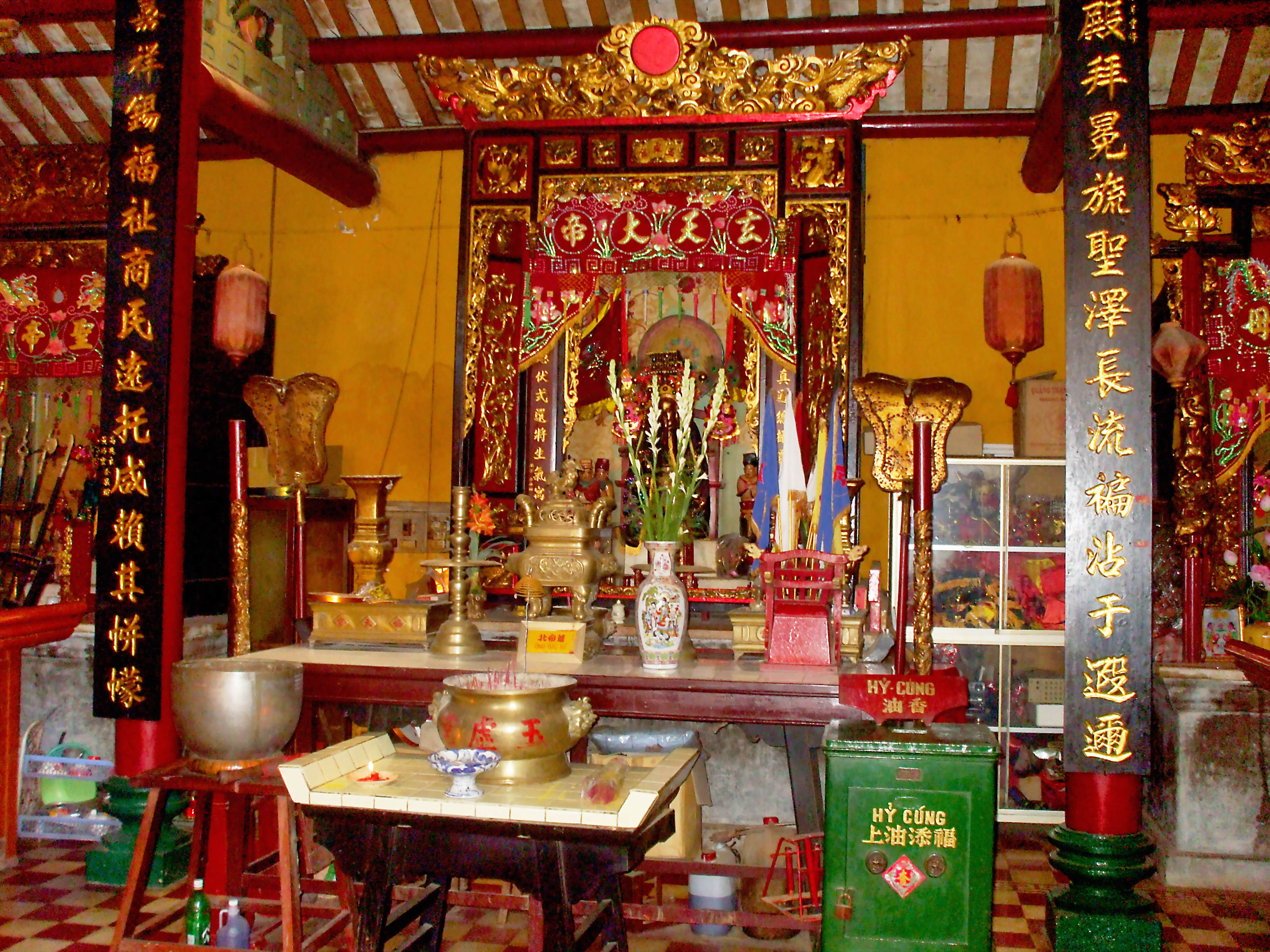
大殿内的北帝祭坛
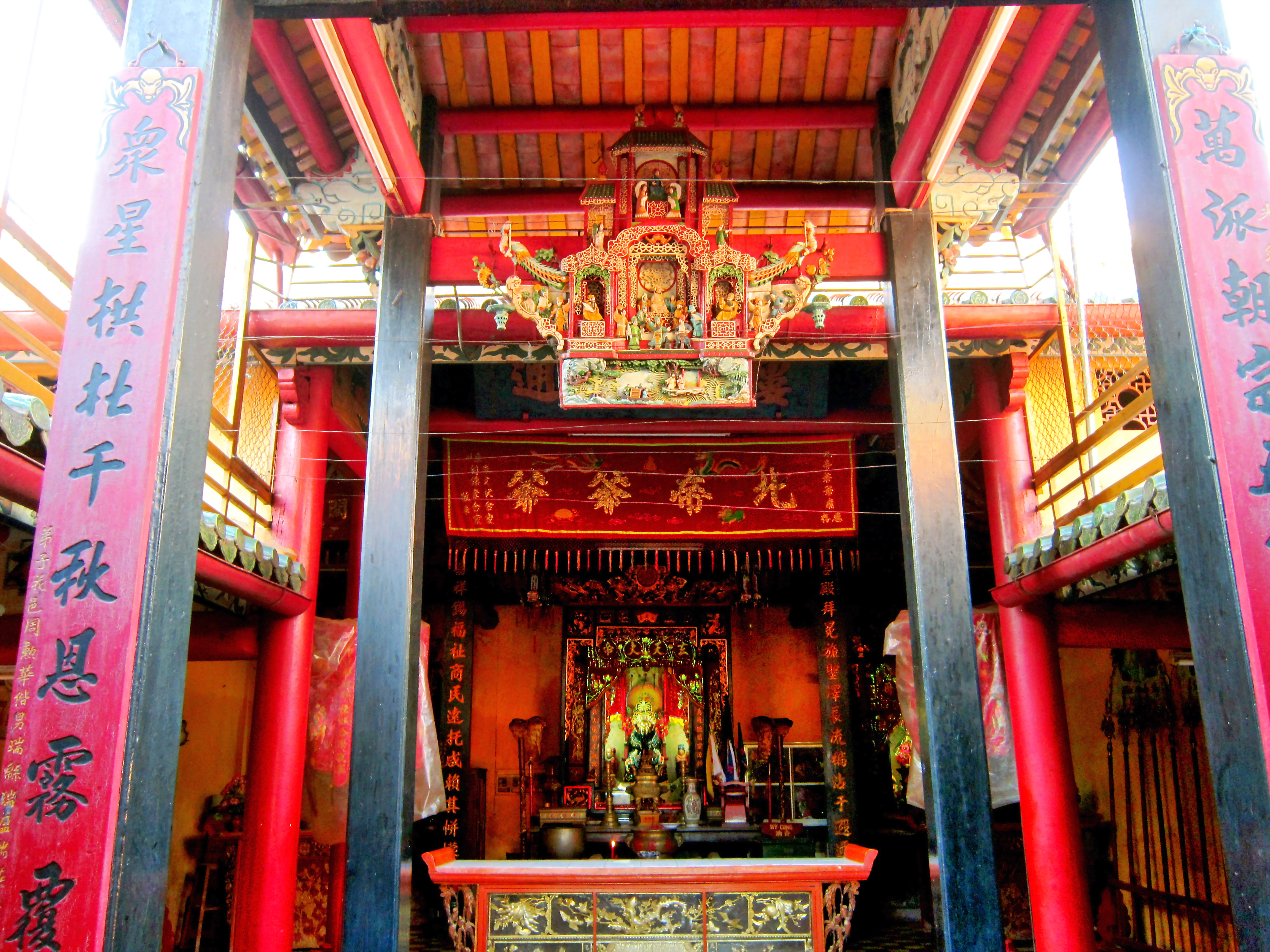
北帝庙内部